# Арресьо
Арресьо (данською: МФА: [ˈⱭːɑˌsøˀ]) — найбільше за площею озеро в Данії. Воно охоплює 40,72 км² (15,39 кв. милі) і розташоване на острові Зеландія за 43 кілометри (27 миль) на північний захід від Копенгагена по прямій.
Арресо розташоване в північній частині Зеландії, у регіоні Говедстаден, на північ від Ельстеда та на схід від Фредеріксверка. Воно входить до трьох муніципалітетів Грібсков, Гальснес та Гіллеред. Озеро впадає у фіорд Роскільде через канал Арресьо у Фредеріксверку. Будівництво штучного каналу розпочалось приблизно у 1717 році за королівським наказом, а роботи виконували данські солдати та шведські військовополонені.

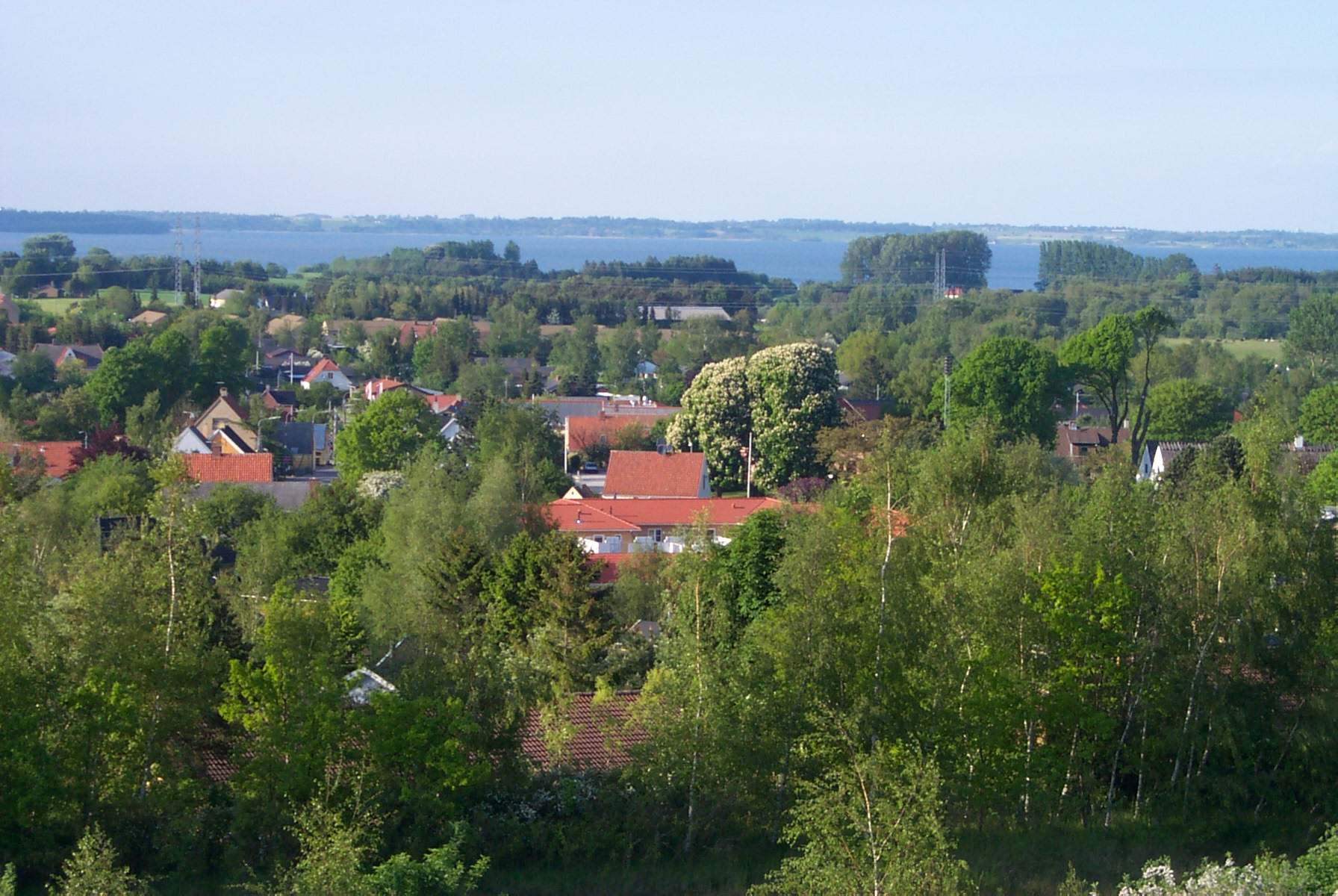
Ольстед даху з Арресьо на тлі. Напрямок огляду на північ.

Є кілька річок та потоків, що впадають в Арресьо, серед яких Пьолео є найбільш значущим. Краєвид особливо горбистий вздовж західного боку озера. Серед цих хребтів є Маглехой у містечку Фредеріксверк та пагорби Арренакке, звідки відкривається вид на озеро. На схід від Фредеріксверка півострів Арренес видається в озеро.
Історично Арресьо був фіордом, простягаючись на північ, як Бродемозе Зунд, з'єднаний із Каттегатом, але земля на північний захід тут піднялася після останнього льодовикового періоду, заблокувавши води і створивши озеро.
Арресьо має багате пташине та квіткове життя. Морські орли знову стали гніздовими птахами, а бобри були знову заселені. Озеро входить до національного парку Конгернес Нордшелланд.
Відреставрований дерев'яний корабель M/S Frederikke пропонує екскурсії на човні по озеру з травня по вересень, що вирушає з Арресьодаля.